# Tour of Fuzhou
Il Tour of Fuzhou (it. Giro di Fuzhou) è una corsa a tappe maschile di ciclismo su strada che si svolge annualmente in Cina. Creata nel 2012 come gara a tappe, è stata inserita nel calendario dell'UCI Asia Tour nella classe 2.2.

## Albo d'oro
Aggiornato all'edizione 2019.
| Anno | Vincitore                                           | Secondo                                             | Terzo                                               |
| ---- | --------------------------------------------------- | --------------------------------------------------- | --------------------------------------------------- |
| 2012 | Choi Ki Ho                                          | David McCann                                        | Koos Jeroen Kers                                    |
| 2013 | Rahim Emami                                         | Milan Kadlec                                        | Koos Jeroen Kers                                    |
| 2014 | Mirsamad Pourseyedi                                 | Amir Kolahdozhagh                                   | Ghader Mizbani                                      |
| 2015 | Rahim Emami                                         | Ahad Kazemi                                         | Jasper Ockeloen                                     |
| 2016 | Arvin Moazemi                                       | Peter Schulting                                     | Hamid Pourhashemi                                   |
| 2017 | Jai Hindley                                         | Fung Ka Hoo                                         | Stanislau Bazhkou                                   |
| 2018 | Ilya Davidenok                                      | Benjamin Dyball                                     | Lyu Xianjing                                        |
| 2019 | Artur Fedosseyev                                    | Ilya Davidenok                                      | Carlos Quintero                                     |
| 2020 | annullata per la Pandemia di COVID-19 del 2019-2021 | annullata per la Pandemia di COVID-19 del 2019-2021 | annullata per la Pandemia di COVID-19 del 2019-2021 |